# Festival Express
Festival Express é um documentário sobre uma excursão de trem realizada em 1970 no Canadá por alguns das maiores músicos de rock da época, como The Grateful Dead, Janis Joplin e The Band. Lançado em 2003, o filme combina cenas gravadas durante os concertos e a bordo do trem, intercaladas por entrevistas atuais realizadas com os participantes da turnê.
Foi produzido por Gavin Poolman (filho do produtor original do projeto em 1970, Willem Poolman) e John Trapman, com direção de Bob Smeaton. As cenas de 1970 foram registradas pelos diretores Peter Biziou e Frank Cvitanovich.